# Estátua de Carlo Barberini
A estátua de Carlo Barberini é uma estátua do sobrinho do Papa Urbano VIII, Carlo Barberini, erguida no Palazzo dei Conservatori, em Roma, após a sua morte em 1630. A estátua foi criada com base no aproveitamento de uma antiga estátua existente de Júlio César. As autoridades romanas comissionaram então aos mais célebres escultures da época, Gian Lorenzo Bernini e Alessandro Algardi, para completar o torso; Bernini trabalhou a cabeça e Algardi os seus membros.